# جبل القرين
جبل القرين (باللهجة المحلية: جَبلْ لُگرين) هو مرتفع جبلي يقع شمال غرب سيهات، بمحافظة القطيف، من المنطقة الشرقية للمملكة العربية السعودية. يبعد الجبل عن مركز مدينة سيهات حوالي 3 كيلومترات وهو مسور بشبك حديدي.

## التسمية
أطلق على الجبل في الماضي «المريقبات». ويرى مؤرخون أن أصل تسميته بالقرين هو «القرن». والقرن هو ما اعتادت العرب تسميته على الجبل المنفصل عن بقية الجبال. ولصغر حجم جبل القرين فقد تم تصغير «قرن» إلى «قرين» فأخذ مسماه الحالي. بينما يرى آخرون أنه سمي بذلك نسبة إلى القرية الواقع فيها في مدينة سيهات والتي تعد عبارة عن مجموعة قرى من ضمنها قرية القرين.

## جيولوجيا الجبل
يرتفع جبل القرين 40 قدماً عن مستوى المنطقة الزراعية المحيطة به. يحده شرقا من جهة البحر مزرعة للدواجن ومن الغرب منشئة صناعيّة ويطل على الناحية الجنوبية بالطريق المؤدي غرباً إلي طريق الدمام-الجبيل السريع.
استخدم جبل القرين في زمن المستكشفين الأوائل كموقع للمسح الأرضي وكذلك وضع في قمته سارية علم من قبل فريق استكشافي قديماً. يغطي جبل القرين أعشاب متفرقة أما قمته الحجرية فتأتي على شكل الحرف (S) منحنية بمقدار 280 قدم من الجنوب الغربي إلى الجنوب الشرقي. 
يظهر الجزء الصغري بسمك 15 قدم من ناحية الطرف الجنوبي وينحدر بميلان بمقدار 30 درجة غرباً وهي عبارة عن أجزاء صخرية غير متصلة منحدرة نحو الجنوب الغربي بشكل غير متوازي وتدل الثقوب في الجهات الخارجية من الصخر على مدى التأثر بعوامل التعرية الطبيعية.

## الآثار والحفريات
يوجد على سطح الجبل ما يقارب من 30 حفرة مستطيلة متناثرة. تختلف الحفر من حيث الاتجاه والمقاس ومستوى ميلان السطح المحفورة فيه. المعدل العام لأبعاد هذه الحفر هو ثلاثة أقدام طولاً في عرض لا يتعدى قدمين. وبعض الحفر لا يتعدى عمقها عدة بوصات. ويلاحظ مراعاة استواء قاعدة الحفر وتجنب الميلان بها عندما تحفر على المنحدرات أو المرتفعات وبهذا يتفاوت ارتفاع الحفرة الواحدة.
ليس هناك أدلة على استخدام الحفر كمقلع لأحجار تستخدم كحجر بناء. ولضحالة عمق الحفر ولعدم وجود أثر للأغطية الصخرية يرجح مؤرخون أنها كانت أعمالاً ضمن طقوس لدفن الموتى. لكن المستغرب في الوقت نفسه، أن هذه الحفر لا تكفي لاستيعاب كامل جسد إنسان بالغ. مما أدى بعض الباحثين إلى الاعتقاد بأن بعضها قبور أطفال أو حفر تخزين. فيما حدى البعض إلى كونها تستخدم كمحرقة للأجساد وقد يؤكد صحة ذلك في حال أثبت وجود الأديان التي تحرق أجساد الموتى في معتقداتها في المنطقة قبل قرون وهو احتمال مستبعد إضافة إلى الاعتقاد في استخدامها لترك الأجساد فيها لتأكلها الطيور الجوارح للتخلص منها.

## التاريخ
من خلال طريقة حفر القبور، يرجح باحثون أنها تعود إلى العهد الدلموني حيث كان يُدفن الميت بشكل القرفصاء وكانت هذه الطريقة قد رصدت في آثار مقبرة جاوان وفي مقابر البحرين الأثرية إذ كانت الجدران محفورة كما ”الروازن“ وهي الرفوف ويتم دفن الجثث فيها.

## الدراسات الأثرية
عند الوصول الأول إلى الجزيرة العربية في سنة 1955م، كان الدكتور ماثيوز (Mathews) الذي ترأس برنامج تعليم اللغة العربية بشركة الزيت العربية الأمريكية (آرامكو) مهتما بآثار وحفريات ما قبل الديانة النصرانية في الجزيرة العربية. وفتئذ، كانت هناك دراسات متفرقة خلال الأعوام الأولى في مكتبة المقر الرئيسي لشركة آرامكو بهيوستن ومنها دراسة كورنول (B. P. Cornwall) في مقالة بعنوان: «الجزيرة العربية قديماً: الإحساء في عام 1941-1940م» «Ancient Arabia: Explanation in Hasa, 1941-1940» وخلال هذه الدراسة يشير (كورنول) لهذه الحفريات وطريقة حفرها قائلاً:
«على المنحدر الجنوب الغربي لمنطقة مريقبات يوجد هناك أكثر من عشرين إحفورة لافتة للنظر وهي مختلفة في الحجم والشكل، بعضها بحجم وقدره قدمين طولا في قدم عرض وثمانية بوصات ارتفاعا. والأخريات صغيرة بحجم تابوت صغير. بتفحص عن قرب وجدت هناك كتل من الحجر الرملية حفرت بصعوبة وبشكل غير عبثي وبالنقيض فإن عمل هذه الحفر يبدو إنها كانت تستخدم لغرض أساسي، ولكن كثير من هذه التجاويف لا يمكن أن تستخدم كمخزن لسوائل ولا تستوعب أيضا تابوت ذو حجم اعتيادي كبير، والتفسير الوحيد الذي يمكنني أن أقدمه هنا وبتردد كبير هو أنه في بعض الأزمنة الغابرة استخدمت هذه الإحفورات كـ (crude dakhma) أو برج السكون (Tower of Silence)، والذي يستخدمه أتباع الديانة الأزرادتشتية في تعرية أجساد موتاهم للطيور الجارحة والحيوانات المفترسة. الملك السيساني شابور الثاني (ٍSassanian Monarch Shapur II) الذي استقطن الإحساء في 320 قبل الميلاد، وقبل أن يصل كثير من الإيرانيين إلى سواحل المنطقة».

### مدينة جره
كان أحد عمال أرامكو «بوب» حين قدموا في بدايات عمل الشركة عام 1940م أعد بحثاً عن الجبل واستنتج أن هذه القبور ترجع إلى الديانة الزرادشتية حيث يتخلصون من جثث موتاهم في الحفر الصخرية لتأكلهم جنود إله الشر الطيور الجارحة والحيوانات المفترسة كعملية تطهير.
من المعروف أن الديانة الزرادشتية ضمن معتقداتهم إله الشر هرمز وإله الخير هرمن يرون أن الإنسان في حياته يعيش في ممتلكات إله الخير وحين يموت يذهب لإله الشر لذا يرفضون دفن الميت تحت الأرض حتى لا يطالها النجس منه لذا يرفعون أجساد موتاهم للجبال على اعتبارهم أن بهذه الطريقة يتم تطهير المنطقة منهم.
تواجدت الديانة الزرادشتية في المنطقة في 900 ق. م. ويُرَجَّح أن سكان منطقة جبل القرين نزحوا من بلاد فارس ونقلوها معهم. حيث أن حاكم الكلدان في بلاد فارس في تلك الآونة طردهم لأنهم عرب وأراد التخلص منهم لمدينة جرة، فسكنوا المنطقة من 600 ق. م وبعد 350 عام عملوا في العطور والبخور وكانوا من الشعوب الغنية وكونوا علاقات مع الفراعنة.

## الأساطير والخرافات المحلية
في الأساطير المحلية لجبل القرين، يُعتقد أن صخوره الواقفة عليه والأحجار بداخله هم بشر خسفتهم السماء لكفرهم بنعم الرب ذات مساء.

## وصلات خارجية
- جبل القرين بسيهات على اليوتيوب.